# مهرجان بريستول الدولي للمناطيد

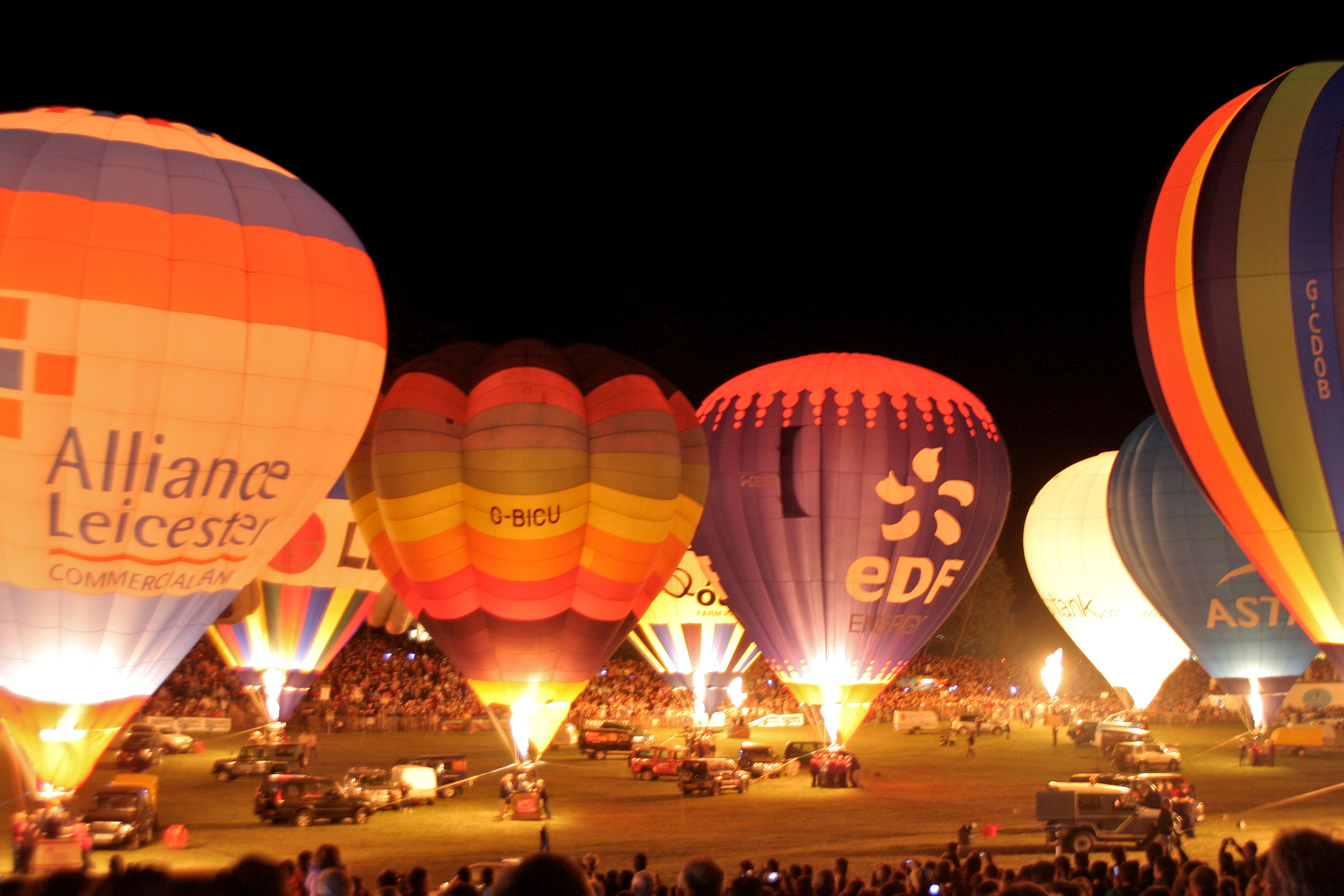

مهرجان بريستول الدولي للمناطيد (بالإنجليزية: Bristol International Balloon Fiesta ) يعقد على فترة 4 أيام في شهر آب من كل عام في مدينة بريستول بالمملكه المتحدة.فرق من جميع أنحاء المملكة المتحدة واجزاء أخرى من العالم تجمع مناطيدها إلى الموقع للمشاركة في الأستعراض والتحليق وقد يحلق 100 منطاد في السماء في الوقت نفسه.
المهرجان من من أكبر المهرجنات في أوروبا وقد يصل عدد ان الحشود التي تزور الحدث أكثر من 100,000 خلال فترة لمهرجان.
ينعقد المهرجان في فناء قصر أشتون كورت (بالإنجليزية:  Ashton Court). وتنطلق المناطيد مرتين يوميا مرة في السادسة صباحا ومرة في السادسة مساء تخضع لظروف الطقس.أحد عوامل الجذب هو عملية وهج الليل عندما تقوم المناطيد بعملية توهج جماعي على صخب الموسيقى بعد حلول الظلام، عدا عن تحليق بعض المناطيد ذات الأشكال الغريبه المختلفة عن المناطيد العادية.

## مواقع خارجية
- الموقع الرسمي لمهرجان بريستول للمناطيد
- صور ومقاطع فيديو للمهرجان من موقع بي بي سي